# Rio Pitimbu
Rio Pitimbu är ett vattendrag i Brasilien.   Det ligger i delstaten Rio Grande do Norte, i den östra delen av landet, 1 800 km nordost om huvudstaden Brasília.
Omgivningarna runt Rio Pitimbu är en mosaik av jordbruksmark och naturlig växtlighet.